# ナルニア国ものがたりに登場する人物一覧
ナルニア国ものがたりに登場する人物一覧（ナルニアこくものがたりにとうじょうするじんぶついちらん）は、C・S・ルイスのファンタジー児童文学『ナルニア国物語』に登場する架空の人物の一覧である。

## ナルニアの友
ピーター・ペベンシー (1,2,5,7) Peter Pevensie
ペベンシー兄弟の長兄。冷静かつ忍耐強い性格をしており、兄妹達のまとめ役。ナルニアの一の王、離れ島諸島皇帝、ケア・パラベル城主、ライオン最高位勲章の騎士。英雄王。サンタから剣とアスランの紋章の盾を貰う。白い女王の秘密警察長官のオオカミ、モーグリムを倒すなど、白い魔女からナルニアを解放する戦いで活躍する。カスピアン十世の角笛に呼ばれて、ミラース王から昔ナルニアを解放するベルナの大合戦に参加し、ミラースと決闘する。ナルニア最後の王チリアンの支援要請に応えるため、弟のエドマンドとともに昔ポリーとディゴリーがナルニアに行くのに使った指輪を探しに行く。
スーザン・ペベンシー (1,2,5) Susan Pevensie
ペベンシー兄弟の長女。角笛の女王、黒髪ロングヘアの“優しの君”。清楚な雰囲気の美少女。真面目で慎重な性格をしており、ネガティブな傾向がある。勉強は出来ないが、家事やおしゃれは上手。サンタから弓矢と角笛を貰い、戦いに参加することはないといわれる。弓と水泳が得意。カロールメンのラバダシ王子の求婚を断ったことがアンバードの戦いを引き起こす。カスピアン十世の角笛に他の兄弟たちとともに呼ばれ、アスランがもとナルニアを解放して歩くのに同行する。ナルニアから戻った後は、美容やファッション、化粧に興味を持つようになり、兄弟の中で一人だけナルニアの最期に立ち会わない。
エドマンド・ペベンシー (1,2,3,5,7) Edmund Pevensie
ペベンシー兄弟の次男。街灯あと野候、西部国境伯、円卓高位騎士。会議と裁判に秀でた正義王。白い魔女にだまされて兄弟を裏切るが、アスラン軍と白い魔女軍の戦いで、白い魔女の魔法の杖を砕きアスラン軍の窮地を救う。姉のスーザンに結婚を断られたことを怒って攻めてきたカロールメンのラバダシ王子の軍とアンバードで衝突。他の兄弟とともにミラース王からもとナルニアを解放しようと戦うカスピアン十世を助け、ピーターからミラース王への果たし状を届ける使者になる。妹のルーシィ、いとこのユースチスと共に、朝びらき丸でのカスピアン十世の航海に同行する。ナルニア最後の王チリアンの支援要請に応えるため、兄のピーターと共に、昔ポリーとディゴリーがナルニアに行くのに使った指輪を探しに行く。すこし皮肉屋。鉄道ファンで、時刻表を読んでいて「さいごの戦い」で自分達が利用する予定の列車が「カスピアン王子のつのぶえ」当時と同一の便であることに気づいた。
ルーシィ・ペベンシー (1,2,3,5,7) Lucy Pevensie
ペベンシー兄弟の末の妹。金髪の“頼もしの君”。無邪気で聡明な性格をしており、人間以外の者とも簡単に友達になる。最初に洋服箪笥（クローゼット）を通ってナルニアにくる。
サンタから短剣と薬酒を授けられた。姉のスーザンに結婚を断られたことを怒って攻めてきたカロールメンのラバダシ王子の軍とアンバードで弓矢隊を率いて戦う。カスピアン十世の角笛に他の兄弟たちとともに呼ばれ、アスランがもとナルニアを解放して歩くのに同行する。兄のエドマンドといとこのユースチスとともに朝びらき丸の絵に吸い込まれてナルニアにいきカスピアン十世の航海に同行する。のうなしの親方に頼まれて魔法使いの魔法の本に書かれた呪文でのうなしたちを見えるようにしてやる。東の果てにたどり着きリーピチープを見送った後アスランに会いケンブリッジのユースチスの家に戻る。ナルニアの最期に立ち会う。名前は、ナルニアの名前の元になったイタリアはナルニの聖人セント・ルチアから取られている。
「ペベンシー」（en:Pevensey）はイースト・サセックス州ウィールデン地区にある実在の地名でもある。
ディゴリー・カーク (1,2,6,7) Digory Kirke
魔術師の叔父の作った指輪を使って、ポリーとともに、アスランがナルニアを建国するのに立ち会う。その際に魔女を連れてきてしまい、その償いとしてリンゴをとりに行く冒険をする。好奇心旺盛で勇敢。後に学者となり、疎開してきたペベンシー兄弟を預かったり、ピーターの家庭教師をしたりする。ナルニアの最期に立ち会う。
ポリー・プラマー (6,7) Polly Pramar
ディゴリー・カークの友人。チャーンの崩壊とナルニア誕生に立ち会う。ペベンシー兄弟と血の繋がりはないが、やはりナルニアの友である事から「ポリーおばさん」と呼ばれている。ナルニアの最期に立ち会う。
ユースチス・クラレンス・スクラブ (3,4,7) Eustace Clarence Scrubb
ペベンシー兄弟のいとこで、ケンブリッジに住む。友達がいない。昆虫標本や参考書を愛読し、勉強好きで博学。エドマンド、ルーシィとともにナルニアに行き、朝びらき丸でカスピアンと航海に出るが、たびたび身勝手な行動をとり他と衝突する。竜の島の竜の洞窟で竜になるが、アスランにより元に戻る。東の果てにたどり着きリーピチープを見送った後アスランに会いケンブリッジの家に戻る。スクラブ家はいわゆる“進歩的”一家。
のち、クラスメートのジル・ポールと、いじめっ子たちから逃げているうちにアスランに呼び寄せられる。崖に近づいたジルを止めようとして逆に突き落とされるが、アスランによりナルニアへとばされる。泥足にがえもんの助けを受けて夜見の国で囚われているリリアン王子を見つけだし、大蛇になった夜見の国の女王を王子が倒すのを助ける。偽アスランをたててナルニアを支配しようとするカロールメン軍に抵抗するチリアン王を、ジルと一緒に助ける。
「銀のいす」以降はミドルネームが語られない。
ジル・ポール (4,7) Jill Pole
ユースチスのクラスメート。いじめっ子たちに追われてユースチスと逃げるうちにアスランにナルニアに呼び寄せられる。アスランからカスピアン十世の子リリアン王子を探し出すことを命じられ、泥足にがえもんの助けを受けてユースチスとともに夜見の国から王子を助け出す。偽アスランをたててナルニアを支配しようとするカロールメン軍にチリアン王が抵抗するのを助ける。ガールスカウトでもある事がチリアン王支援に役立つ。

## ナルニア世界の人々
アスラン (1,2,3,4,5,6,7) Aslan
海の彼方の大帝の息子、森の王。巨大なライオンの姿をしている。ナルニアを創造し、歴史の要所要所に現れ、イギリスから子どもたちを呼び寄せ問題の解決に当たらせる。ちなみに、アスランはトルコ語で「ライオン」を意味する。
時の翁 (4,7) Father Time
夜見の国に沈み込み地上で起こる出来事を夢見ている老人で、かつては地上の国の王だった。高貴な美貌と巨人より遙かに大きい体躯を持つ。
この世の終わりに目を覚ます。角笛を吹くと星々が地上に降りてくる。最後に太陽をしぼりつくしナルニアを真の暗闇にする。

### もとナルニア
ウルナス (4) Urnus
トランプキンの従者のフォーン。
枝渡り (2)
松露とりらがカスピアン十世に引き合わせたもとナルニアからの生き残りの物言う赤リス。もとナルニアを解放するため叔父のミラース王と戦おうとするカスピアンが吹く角笛に呼ばれて助けがくるかと街灯あと野に使わされる。思慮深い性格。
オスカンス (2) Oscuns
松露とりらがカスピアン十世に引き合わせたもとナルニアからの生き残りのフォーン。
オベンチナス (2) Obentinus
松露とりらがカスピアン十世に引き合わせたもとナルニアからの生き残りのフォーン。
オランス (4)
リリアン王子を助けて夜見の国から戻ったジルたちの世話をしてくれたフォーン。
かみちぎり三きょうだい (2)
もとナルニアからの生き残りのもの言うアナグマで、松露とりらがカスピアンに引き合わせた。
カミロ (2) Camillo
松露とりらがカスピアンに引き合わせたもとナルニアからの生き残りの野ウサギ。
巨人ごろごろ八郎太 (1) Rumblebuffin
ナルニアの巨人の中では一番立派な家柄。白い魔女の館で石にされていたがアスランに助けられ、他の石にされていた人々を逃がすため館の門を壊す。頭は弱いが気が優しく勇敢。
ギルビアス (2) Girbius
松露とりらがカスピアン十世に引き合わせたもとナルニアからの生き残りのフォーン。
サンタクロース (1) Father Christmas
白い魔女に締め出されていたが、アスランとともに戻り、ピーターに剣と盾、スーザンに的を絶対外さない弓矢と助けを呼ぶ角笛、ルーシーに短剣と万能の薬酒をプレゼントする（エドマンドはその場にいなかったのでプレゼントを受けられなかった）。
三びきのふくらグマ (2) Bulgy Bears, the
松露とりらがカスピアンに引き合わせたもとナルニアからの生き残りの物言う熊。ピーターとミラースの決闘の警備役に立つ。
地ひびき森の七きょうだい (2)
松露とりらがカスピアン十世に引き合わせたもとナルニアからの生き残りの赤小人。鍛冶屋。カスピアンたちに鎧甲を送る。
松露とり (2,7) Trufflehunter
物言うアナグマ。気さくで世話好き。叔父のミラース王の元から逃れてきたカスピアン十世を王と認めてかくまう。テルマール人からもとナルニアを解放したベルナの大合戦における功績により騎士になる。
シャベル使い (2) Clodsley Shovel
松露とりらがカスピアンに引き合わせたもとナルニアからの生き残りのもの言うモグラ。
谷あらし (2,7) Glenstorm
松露とりらがカスピアンに引き合わせたもとナルニアからの生き残りのセントール。胴は栗毛、顎髭は金茶色。予言者。星占いの名人。息子三人。ピーターの使者となりミラースへ果たし状を届けたエドマンドの従者となる。ピーターとミラースの決闘の警備役に立つ。
タムナス (1,7) Tumnus
フォーン、ルーシィが最初に会ったナルニア人。白い魔女に子どもを見つけたら捕まえて引き渡すように命じられていたが、ルーシィを捕まえずに返したため、白い魔女に捕らえられ石にされる。温厚かつ知的な人物であり、読書家。ナルニアの内側のナルニアの果樹園でルーシィたちを出迎える。
ダムナス (2) Dumnus
松露とりらがカスピアンに引き合わせたもとナルニアからの生き残りのフォーン。
泥足にがえもん (4,7) Puddleglum
東の沼地の沼人。手足が長く、指には水かきがある。親切な性格だが、悲観主義者で聞き手をいら立たせる話し方をする。ジルとユースチスのリリアン王子を探すたびに同行し二人を助ける。夜見の国の女王に術で支配されそうになるがそれを破り、リリアン王子を助けて大蛇になった女王を倒す。
トランプキン (2,3,4,7) Trumpkin
赤小人。ナルニア王家の一の家臣で、忠義さは誰にも引けを取らない。もとナルニアを解放するため叔父のミラース王と戦おうとするカスピアン十世が吹く角笛に呼ばれた助けを迎えにケアパラベルに遣わされ、ペベンシー兄弟と会う。この戦いの功績により騎士になる。カスピアンの摂政となり、王が朝びらき丸で東の海に航海に出た後の留守を預かる。行方不明になったリリアン王子を探すためにアスランから遣わされたユースチスたちを迎えるが、カスピアンから誰も捜索に行かせてはならないと命ぜられていた。 他のフォーンより体格が小さいため、スーザンとルーシーに「オチ・カ」（「お小さい方」の略）という愛称を付けられた。
とげぼうず (2)
松露とりらがカスピアンに引き合わせたもとナルニアからの生き残りのハリネズミ。
ニミエナス (2) Nimienus
松露とりらがカスピアンに引き合わせたもとナルニアからの生き残りのフォーン。
ノーサス (2) Nausus
松露とりらがカスピアン十世に引き合わせたもとナルニアからの生き残りのフォーン。
ビーバー夫妻 (1,7) Beaver, Mr.&Mrs.
タムナスに頼まれて、ペベンシー兄弟を迎える。アスランと待ち合わせの石舞台へ子供たちを案内する。
リーピチープ (2,3,7) Reepicheep
陽気な戦士ネズミの隊長。松露とりらがカスピアン十世に引き合わせたもとナルニアからの生き残り。非常に誇り高く勇猛果敢。ミラース王からもとナルニアを解放するベルナの大合戦でネズミの群れを率いて活躍するが、瀕死の重傷を負い、ルーシーの薬酒に助けられる。この戦いの功績により騎士になる。カスピアンの朝びらき丸の航海に随行する。ラマンドゥの島の島に眠るカスピアン九世の友人の三卿の魔法を解くため東のいやはてに残る。ナルニアの内側のナルニアの果樹園でペベンシー兄弟やユースチスたちを出迎える。
ピーピキーク (2) Peepiceek
戦士ネズミ。リーピチープに次ぐネズミ族のナンバーツー。ベルナの大合戦で活躍する。リーピチープが東へ向かった後を受け、ネズミの族長となる。
白ばね (4,7) Glimfeather
小人ほどの大きさのフクロウ。アスランに遣わされたジルとユースチスを見つけ摂政のトランプキンに引き合わせる。リリアン王子行方不明のいきさつを伝え、北へ探しに行くという二人を沼人の泥足にがえもんに引き合わせる。夜見の国から戻ったリリアン王子に父親のカスピアン王が航海から戻るので帰るよう伝える。
天気てんくろう (2) Wimbleweather
死人山の巨人。ベルナの大合戦に参加するが利口でないため味方のカスピアン軍に損害を与えてしまう。ピーターの使者となりミラースへ果たし状を届けたエドマンドの従者となる。ピーターとミラースの決闘の警備役に立つ。
ポギン (7) Poguin
赤小人。小人達だけのナルニアを手に入れようと企む一族から抜け、占領されたナルニアを回復しようとするチリアン王に就く。
ポモナ (2) Pomona
木の精。ケア・パラベルの果樹園に良く茂るおまじないをした。
ボルチナス (2) Voltinus
松露とりらがカスピアン十世に引き合わせたもとナルニアからの生き残りのフォーン。
ボルナス (2) Voluns
松露とりらがカスピアン十世に引き合わせたもとナルニアからの生き残りのフォーン。
メンチアス (2) Mentius
松露とりらがカスピアン十世に引き合わせたもとナルニアからの生き残りのフォーン。
ユリの花手 (2) Lilygloves
モグラの親方。ケア・パラベルの果樹園を耕した。
シレノス (2) Silenus
ロバに乗った老神。バッカスの仲間。
ドリアード Dryad
木の精の女。
ナイアード Naiad
泉の精の娘。
川の神 (2) River-God
イグサの冠をいただく巨神。テルマール人が作った大川のベルナの橋にとらわれていたが、バッカスが橋を壊して解放される。
シルバーン (2)
森の主。テルマール人達に押さえつけられていたがアスランにより目覚めさせられ、ベルナの大合戦に参加する。
バッカス (2) Bacchus
実りの神。歌い踊りながら野ブドウを茂らせて歩く。テルマール人が作ったベルナの橋を壊して川の神の縛めを解く。

### 敵
ジェイディス (1,4,6) Jadis/白い魔女 (1) White Witch, The/夜見の国の女王 (4) Queen of the Underland/ 緑の衣の女 (4) Lady of the Green Kirtle
チャーンの国の最後の女王。魔法でチャーンの国を滅ぼした。ディゴリーたちについてナルニアに渡ったが、アスランを見て逃げ出す。後に、白い魔女としてナルニアを支配下に置き、冬にする。エドマンドを味方に引き入れた末、ピーターらに倒される。その後、夜見の国の女王として復活し、緑の大蛇となってリリアン王子の母を毒殺するなどして暗躍し、再びナルニアを支配しようとするが、愛馬の雪花に裏切られたうえ、泥足にがえもんに破られる。
悪鬼 (1)
白い魔女の味方。
牛男 (1)
白い魔女の味方。雄牛の首をつけた男。
鬼婆1 (1) Hag
白い魔女の手下。エドマンドの身代わりとして白い魔女のところに来たアスランを縛りあげる。
鬼婆2 (2) Hag
白い魔女を呼び出すためニカブリクに連れてこられるが、トランプキンに倒される。
おばけキノコ (1)
白い魔女の味方。
ちみもうりょう (1)
白い魔女の味方。
つきもの魔 (1)
白い魔女の味方。
のっぺらぼう (1)
白い魔女の味方。
墓場鬼 (1)
白い魔女の味方。
ばけもの (1)
白い魔女の味方。
人くい鬼 (1)
白い魔女の味方。捕らえたれたアスランのたてがみを刈り取る。
モーグリム (1) Maugrim (Fenris Ulf)
灰色オオカミ。女王（白い魔女）秘密警察長官。石舞台でスーザンたちを襲いピーターに倒される。原作では台詞すらないキャラクターだが、映画では個性づけがなされている。4足歩行だがなぜか字が書ける模様。
もののけ (1)
白い魔女の味方。
ももんがあ (1)
白い魔女の味方。
夢うなし (1)
白い魔女の味方。
ニカブリク (2) Nikabrik
黒小人の苦り屋。ミラースの元から逃れてきたカスピアン十世をかくまうのに反対する。アスランや角笛の伝説を信じず、鬼婆と人オオカミをつれて白い魔女を呼び戻すことを主張。突入したピーターとエドマンド達に殺される。
人オオカミ (2) Wer-Wolf
オオカミに変身する人、白い魔女を呼び出すためニカブリクに連れてこられるが、カスピアン十世に襲いかかったところで倒される。
ファルファンの巨人 (4)
危険な巨人族。巨人族としては異例の、高度な文化を持つ。リリアン王子を探して旅をしていたユースチスたちをもてなすが、秋祭りの料理の材料にするためだった。夜見の国の女王とよしみを結んでいる。

### テルマール系
カスピアン一世 (2) Caspian I
征服王。西方山脈の彼方からテルマール人を引き連れてナルニアを征服し、テルマール人による王国を築いた。
カスピアン九世 (2) Caspian IX
テルマール人。ナルニア王。カスピアン十世の父。弟のミラースに殺され王位を簒奪される。
ドリニアン卿 (3,7) Drinian, Lord
朝びらき丸の船長。カスピアン十世の親友。リリアン王子とも親しい。リリアン王子に母親の仇の毒蛇を探すのをやめるように忠告する。リリアン王子と逢う緑の衣の美女を見るが、そのことをカスピアン王に注進しようかするまいかと迷っているうちに王子が行方不明になり、心をさいなまれる。王に申し出て自分を死罪にしてくれるよう自首するが、王はぎりぎりで斬首を思い留まり、友情は崩れなかった。
アーリアン (2) Arlian, Lord
カスピアン九世と親しかった大貴族。偽りの謀反の罪を着せられて死刑になる。
アルゴス卿 (3) Argoz, Lord
ミラースに離れ島諸島の東の海を探検してこいと追い払われ帰ってこなかったカスピアン九世の7人の友人の一人。ラマンドゥの島のアスランのテーブルで石のナイフの魔法で眠らされていた。
パッサリード (2)
カスピアン九世と親しかった大貴族。ミラースに巨人と戦うよう北方の国境に送られて倒れる。
エリモン (2) Erimon, Lord
カスピアン九世と親しかった大貴族。偽りの謀反の罪を着せられて死刑になる。
オクテシアン卿 (3) Octesian, Lord
ミラースに離れ島諸島の東の海を探検してこいと追い払われ帰ってこなかったカスピアン九世の7人の友人の1人。竜の島で腕輪が見つかったことから、その島で没したと考えられる。
ベルン卿 (3,7) Bern, Lord
ミラースに離れ島諸島の東の海を探検してこいと追い払われ帰ってこなかったカスピアン九世の七人の友人の一人。離れ島諸島で結婚し帰国しなかった。諸島にはびこる奴隷貿易を不快に思い、やめさせるようガンパス総督に繰り返し申し入れつつ、フェリマス島で人買いにさらわれたカスピアン十世を買う形で助ける（名乗られ証明されるまでは“よく似ている”とは思ったがカスピアン本人だと気づかなかった）。カスピアンにより公爵に取り立てられ、総督を廃し離れ島諸島公となる。
ループ卿 (3) Rhoop, Lord
ミラースに離れ島諸島の東の海を探検してこいと追い払われ帰ってこなかったカスピアン九世の七人の友人の一人。くらやみ島で悪夢に捕らわれていたがカスピアン十世たちに助けられる。ラマンドゥの島で三卿とともに眠りに就く。
レスチマール卿 (3) Restimar, Lord
ミラースに離れ島諸島の東の海を探検してこいと追い払われ帰ってこなかったカスピアン九世の七人の友人の一人。死水島の、何でも金に変えてしまう水を湛えた湖の底に、金の像になって横たわっている。
レビリアン卿 (3) Revilian, Lord
ミラースに離れ島諸島の東の海を探検してこいと追い払われ帰ってこなかったカスピアン九世の七人の友人の一人。ラマンドゥの島のアスランのテーブルで石のナイフの魔法で眠らされていた。
マブラモーン卿 (3) Mavramorn
ミラースに離れ島諸島の東の海を探検してこいと追い払われ帰ってこなかったカスピアン九世の七人の友人の一人。ラマンドゥの島のアスランのテーブルで石のナイフの魔法で眠らされていた。
ユービラス (2)
カスピアン九世と親しかった大貴族。狩りの途中矢に当たって死ぬ。
ベリザール (2) Belisar, Lord
カスピアン九世と親しかった大貴族。狩りの途中矢に当たって死ぬ。
ミラース (2) Miraz
ナルニア王。テルマール人。カスピアン十世のおじ。兄であるカスピアン九世を殺害しカスピアン派の貴族たちを追放し王位を簒奪した。ベルナの大合戦でピーターとの決闘の際中につまずいて倒れたところを部下のグローゼルに殺される。映画ではピーターとの決闘に敗れたものの命を救われるが、ソペスピアン卿に殺される。
三角スモモの女王様 (2) Prunaprismia
ミラースのお后。カスピアン十世の叔母。嫡男を産む。
グローゼル卿 (2) Glozelle, Lord
ミラース軍の最高貴族。政権の簒奪をたくらみ、ピーターの果たし状を受けるようミラースをそそのかす。決闘のどさくさに紛れてミラースを殺す。映画ではテルマール軍を指揮する将軍として登場し、ミラースの配下だが悪役でも善い役でもない普通の武人として描かれている。
ソペスピアン卿 (2) Sopespian, Lord
ミラース軍の最高貴族。政権の簒奪をたくらみ、ピーターの果たし状を受けるようミラースをそそのかす。ピーターとミラースの決闘の最中にピーターに襲いかかるが逆に殺される。映画ではピーターとの決闘に敗れたが助命されたミラースを暗殺、ナルニアの陰謀として攻撃するが失敗。橋を渡って撤退しようとするが、川の神に橋ごと持ち上げられ、激流に飲み込まれた。
カスピアン十世 (2,3,4,7) Caspian X
テルマール人。ナルニア王、ケア・パラベル城主、離れ島諸島皇帝、ライオン位騎士。この物語の中で単にカスピアンと記した場合はこの十世を指す。王位を簒奪した叔父のミラースに対しもとナルニア人を率いて反乱を起こし、ペベンシー兄弟の助けを受け王位を奪還する。ミラースに追放された父の七人の友人たちを捜しに朝びらき丸で東の海へ航海に出る。ラマンドゥの島から連れ帰り王妃とした星姫との間に生まれた子が王子リリアン。晩年死ぬ前にもう一度アスランに会いたいと東へ向かって航海に出る。その航海から戻り行方不明だったリリアンと会って力尽きる。死んだ後アスランの力で一度だけ復活、アスランに頼んでユースチスたちの世界を訪問させてもらい、共にいじめっ子たちを蹴散らす。
デストリア (2)
カスピアン十世の愛馬。
カスピアンの乳母 (2) Nausus of Caspian X
小人との混血。カスピアンに昔のナルニアのことを教えたためにミラース王に追放されてしまう。病で死にかけていたがアスランに会い元気になる。
コルネリウス博士 (2) Cornelius, Doctor
小人とテルマール人との混血。カスピアン十世の家庭教師。一応魔法使いだが「大した技は使えない」と謙遜している。カスピアンにナルニアの歴史を教え、叔父のミラース王に殺害されないようにカスピアンを逃がした。その後に自分も城を脱出しカスピアンと合流し、ミラース軍との戦いに参加した。これらの功績により大法官に任命される。
ライネルフ (3) Rynelf
朝びらき丸の船員。
ラインス (3) Rhince
朝びらき丸の副船長で航海士。
弓矢組の隊長 (3)
朝びらき丸の乗組員。ラマンドゥの島からどうやったらふるさとに戻れるか心配している。
ガルマ島生まれの船員 (3)
朝びらき丸の乗組員。ラマンドゥの島からふるさとへ戻るのを天候が回復する4月まで延ばすよう進言する。
リリアン (4,7) Rillian
カスピアン十世の子。破魔王。金髪。自分の母親をかみ殺した緑色のヘビに復讐しようと探し回っているうちに、緑の衣を着た美女に魅入られてしまい行方不明になる。昼間は夜見の国の女王の魔法で操られている。魔法の切れる夜は魔法のかかった銀のいすに縛り付けられているが、ユースチスたちによりいすから解き放たれる。ユースチスらの助けにより大蛇になった夜見の国の女王を倒す。
ぬば玉 (4)
リリアン王子の乗馬。夜見の国から王子とユースチスを乗せて逃げる。
チリアン (7) King Chillian
ナルニア最後の王、離れ島諸島皇帝、ケア・パラベル城主。リリアン王子の子孫で、エルリアン王の子。“アスランとその従者”を僭称する毛ザルのヨコシマとロバのトマドイに“反逆者”として王位を簒奪され、ペベンシー兄弟を始めとする“ナルニアの友”に支援を求める。ナルニア最後の戦いでユースチスやジルも加わった全ナルニア軍を指揮、ナルニアを占領したカロールメン軍と闘う。ナルニアの最期に立ち会う。

### その他
ラマンドゥ (3) Ramandu
地に休んでいる星。背が高く長い銀色のひげと髪を持つ。朝びらき丸で航海してきたカスピアン十世らに、アスランのテーブルでカスピアン九世の友人の三卿を眠らせている石のナイフの魔法を解く方法を教える。
ラマンドゥの娘 (3,4,7) Daughter of Ramandu
星姫。背の高い黄色い髪（金髪？）の美人。ラマンドゥの島に来たカスピアン十世たちを迎え、アスランのテーブルでカスピアン九世の友人の三卿が眠ったいきさつを伝える。東へ行くカスピアンと再会の約束をし、後にカスピアンと結婚し、多くの王の母・祖母となる。「銀のいす」に登場するリリアンは子の一人。緑の大蛇（夜見の国の女王の原身）に噛まれその毒で命を落とす。
シャスタ (5) Shasta
カロールメンの漁師の子。自分が実はカロールメン人ではなく乳児の頃に誘拐されたらしい事、奴隷として売られるはずである事を知り、ナルニアから連れて来られたものいう馬ブレーと共に逃げ出す。ラバダシ王子のナルニア侵攻計画を知り、エドマンド王に伝える。実は生まれてすぐにさらわれたアーケン国リューン王の嫡男・コル王子。
海の羊飼いのむすめ (3)
東の地の果ての海にいたルーシィと同じ年頃の静かなさびしそうな顔つきの人魚の女の子。曲がりくねった杖を持ち牧場で魚を飼っている。
海の人の王 (3)
東の地の果ての海に住む。くすんだ象牙色の肌に黒っぽい紫の髪の人魚。タツノオトシゴに乗り王冠と真珠の飾りを付ける。狩りをしていたが近づいてきた朝びらき丸に向かいやりをふりあげる。
エチン荒野の巨人 (4)
愚かで猛々しくて乱暴。天気のよい日は岩石で石投げ遊びをやっている。
ガルマ公 (3)
ガルマ島に来たカスピアン十世のために一大騎馬戦をひらく。娘をカスピアンに嫁がせようとする。
ガンパス (3) Gumpas
離れ島諸島の総督。人買い商売を島で栄えさせ、また、ナルニアへの貢ぎ物をしなかったことによりカスピアン十世に廃される。
グエンドーレン (2) Gwendolen
ベルナの学校の女生徒。もとナルニアを解放してまわるアスランを見ても逃げずに、アスランに誘われ仲間にはいる。
ぐずのあま太郎 (3) Pittencream
朝びらき丸の乗組員。ラマンドゥの島から東へ行くのをいやがり一人島に残される。帰りの航海の途中、離れ島諸島で船を抜け出しカロールメンへいってくらす。
雲渡り (4) Cloudbirth
「くすし（薬師）」とあだなされるセントールの名高い治療師。夜見の国から戻った泥足にがえもんの足のやけどの手当をする。
黒い騎士 (4)
夜見の国の城に住む若者。金髪で黒ずくめでハムレットに似る。見目美しく親切そうな顔をしているがどこかまともでないようすがある。過去のことは覚えていないが自分はのろいにかかっていて夜見の女王だけが救い出してくれると信じ崇拝している。
のうなしあんよのかしら (3) Chief Voice
大魔法使いコリアキンの下働き。素直だが、愚鈍なうぬぼれや。元は普通の小人だったが魔法使いに一本足にされてしまう。一本足でどしんどしんとはねて移動する。一本足にされてみにくくされたと思いこみ、娘のクリプシーに魔法を唱えさせみんな見えなくしてしまう。みえなくなったことがやりきれなくなりルーシーに魔法を解いてもらう。
クリプシー (3) Clipsie
のうなしあんよのかしらのむすめ。魔法の本のまじないを読んでみんなを見えなくした。
コリアキン (3) Coriakin
魔法使い。まっかなマントをはおり、白髪でカシワの葉を編んで輪にした冠をかぶり腰帯までたれる長いひげがある。のうなしたちのばかさかげんに手を焼きのうなしたちを一本足に変えてしまう。魔法で東の海の地図を作りカスピアンに送る。実は地に休んでいる星の一人。
ゴルグ (4) Golg
地の底のビムス国から夜見の国の女王の魔法で夜見の国に連れてこられた地霊。カバに似た顔で身の丈1mほど。夜見の国から逃げるリリアン王子たちを女王の味方と思い後をつけていて泥足にがえもんに捕まる。女王がナルニアを攻めるために掘らせた穴の入り口を王子たちに教え、ビムズ国へ帰る。
パグ (3) Pug
人買い。フェリマス島に上陸したカスピアン一行を捕まえる。
タクス (3)
人買いのパグの手下。
地下の国の国境の見張り役 (4) Warden Of the Marches of the Underland
百人の従者を連れている。リリアン王子を捜しに巨人族の都の跡から夜見の国に落ちてきたユースチスたちを捕らえ夜見の国の女王のところに連れて行く。
リーリス (6) Lilith
アダムの最初の奥さん。ジンと呼ばれる天魔のたぐい。白い魔女の祖先。
ぶつくさがたろう (4)
夜見の国の城の地霊小姓。夜になると黒い騎士を呪いで暴れるからと銀のいすに縛り付ける。
プリズル (2) Prizzle, Miss
ミラースの時代のベルナの女の子の学校の教師。アスランを見て逃げる。

## イギリスの人々
ペベンシー氏 (3) Pevensie, Mr.
ペベンシー兄弟の父。大学で教鞭をとっている。
アイビー (1)
カーク家の女中。
ベチィー (1) Betty
カーク家の女中。
マーガレット (1) Margaret
カーク家の女中。
マクレディー (1) Macready, Mrs.
カーク家の家政婦。
アン・フェザーストーン (3) Anne Featherstone
ルーシーの学校の友だち。ルーシィと仲がよかった。汽車の中でマージョリー・プレストンとルーシーについて話しているところを、魔法でルーシーに立ち聞きされる。
マージョリー・プレストン (3) Majorie Preston
ルーシーの年上の学校の友だち。汽車の中でアン・フェザーストーンとルーシィについて話しているところを、魔法でルーシーに立ち聞きされる。
ハラルド・スクラブ (3) Harold Scrubb
ユースチスの父、禁酒禁煙を貫く現代的で進歩的な菜食主義者。
アルバータ・スクラブ (3) Alberta Scrubb
ユースチスの母。現代的で禁酒禁煙を貫く進歩的な菜食主義者。
校長 (4)
ユースチスとジルの通う学校（男女単学が多い中で共学化の実験の為に設立された）の女校長。いじめっ子を放置している。いじめっ子を蹴散らしたユースチスとアスランたちを見て逆上し警察に通報するが、逆に校長の役目を果たしていないとして解任、視学官にされる。後に国会に。
アーディラ・ペニファーザー (4) Adela Pennyfather
ユースチスとジルの通う学校のいじめっ子。
イーディス・ウインタブロット (4) Edith Winterblott
ユースチスとジルの通う学校のいじめっ子。
イーディス・ジャックル (4)
ユースチスとジルの通う学校のいじめっ子。
いやらしいギャレットふたごきょうだい (4) Garett Twins
ユースチスとジルの通う学校のいじめっ子。
エリノア・ブラキストン (4)
ユースチスとジルの通う学校のいじめっ子。
コルマンドリー・メイジュア (4) Chomondeley Major
ユースチスとジルが通うの学校のいじめっ子。
でかのバニスター (4)
ユースチスとジルの通う学校のいじめっ子。
にきびのソナー (4)
ユースチスとジルが通う学校のいじめっ子。